# Jeff Manship
Jeffrey Michael Manship (né le 16 janvier 1985 à San Antonio, Texas, États-Unis) est un lanceur droitier de baseball.
Il joue dans la Ligue majeure de baseball, principalement comme lanceur de relève, de 2009 à 2016.

## Carrière
Après des études secondaires à la Reagan High School de San Antonio (Texas), Jeff Manship poursuit ses études supérieures à l'Université de Notre Dame à South Bend (Indiana). Il évolue avec les Fighting Irish de Notre Dame mais manque la totalité de la saison 2004 en raison d'une opération de l'épaule effectuée le 11 février 2004. En 2006, il dispute quinze matches comme lanceur partant avec Notre Dame pour neuf victoires, deux défaites et une moyenne de points mérités de 3,26.
Manship est repêché le 6 juin 2006 par les Twins du Minnesota. Il passe quatre saisons en ligues mineures au sein de l'organisation des Twins avant d'effectuer ses débuts en Ligue majeure le 15 août 2009. Il prend part à quinze rencontres, dont cinq comme lanceur partant, en fin de saison 2009 mais n'est pas sollicité à l'occasion des séries éliminatoires.

## Statistiques
| Saison | Équipe    | G  | GS | CG | SHO | V | D | SV | IP   | SO | ERA  |
| ------ | --------- | -- | -- | -- | --- | - | - | -- | ---- | -- | ---- |
| 2009   | Minnesota | 11 | 5  | 0  | 0   | 1 | 1 | 0  | 31.2 | 21 | 5,68 |
| 2010   | Minnesota | 13 | 1  | 0  | 0   | 2 | 1 | 0  | 29.0 | 21 | 5,28 |
| Totaux | Totaux    | 24 | 6  | 0  | 0   | 3 | 2 | 0  | 60.2 | 42 | 5,49 |

Note : G = Matches joués ; GS = Matches comme lanceur partant ; CG = Matches complets ; SHO = Blanchissages ; 
V = Victoires ; D = Défaites ; SV = Sauvetages ; IP = Manches lancées ; SO = Retraits sur des prises ; ERA = Moyenne de points mérités.